# Kâkâtiya
1083–1323
Entités précédentes :
- Chalukya Orientaux

Entités suivantes :
- Sultanat du Deccan
- Reddy
- Empire Vijayanagar
- Nayaks Moussounouri

La dynastie des Kâkâtiya (télougou : కాకతీయ సామ్రాజ్యము), de culture télougou, a régné de 1083 à 1323 sur un royaume recouvrant approximativement l’actuel Andhra Pradesh, et dont la capitale était Orougallou, également appelée Eka Sila Nagaram. Cet état de confession hindoue shivaïte fut l'un des grands états télougous à se maintenir à travers les siècles, jusqu'à sa conquête par le Sultanat de Delhi.

## Émergence
Goundaya (fl. 950) est le premier des Kâkâtiya connu historiquement : il se sacrifia pour le prince Rashtrakuta Krishna II lors de la guerre contre les Tchaloukya orientaux. En reconnaissance, Krishna II chargea le fils de Goundaya, Eriya, de défendre la province de Kurravadi, près de Warangal. Ce royaume fut créé aux marches orientales de l’Empire Rashtrakuta pour défier les Tchaloukyas de Moudigonda. Eriya fit de Kakatipura la capitale de son royaume. Son petit-fils, Kakartya Goundyana, à la demande de son suzerain Krishna III, aida Danarnava à écarter son frère Amma II du trône de Vengi, et reçut en récompense la ville de Natavadi. Le fils et successeur de Goundyana, Betaradjah Ier, profitant de la guerre qui opposait les Tchaloukya aux Chola, agrandit et unifia ses terres jusqu'à en faire une véritable principauté. Son fils, Prola Ier reçut en gage de la part de Somesvara Ier la ville de Hanamkonda. Puis son petit-fils Beta II (fils de Prola), régna à son tour, de 1076 à 1108. Au cours de cette période, Orougallou devint la capitale de la principauté des Kâkâtiyas. Prola II le Jeune, frère de Beta II, sut tirer parti de l'affaiblissement des Tchaloukya pour proclamer l’indépendance de la principauté. En outre, il tua au combat Gounda, seigneur de Mantrakuta (Noudzividou talouk du district de Krishna) et annexa ses terres au royaume Kâkâtiya. Mais il fut tué à son tour par Radjendra, le prince des Choda télougou de Chandolu, en tentant de conquérir le royaume Choda de Velanati.
C'est ainsi qu'en quelques générations, profitant de la décomposition des états indiens, la dynastie Kâkâtiya parvint à s'affranchir de la tutelle des grands empires voisins.

## Roudra Deva
Le successeur de Prola II au trône de l'Andhra Pradesh fut son fils aîné, Roudradeva (1158–1195), couronné roi sous le nom de Prataparoudra Ier. En 1162, Roudradeva défit plusieurs de ses ennemis et fit de la petite principauté de ses aïeux un véritable royaume, dont il repoussa les limites jusqu'au delta de la rivière Godavari, et consacra ses dernières années de règne à la conquête des régions côtières. En 1163, il fit édifier le Temple aux mille colonnes à Hanumakonda. Au cours des années 1176–82, Roudradeva porta assistance à la faction du prétendant Nalagama, et la lutte culmina avec la bataille de Palanadou, qui marqua le déclin de la puissance militaire de la principauté côtière de Velanadu. Exploitant cet affaiblissement, Roudradeva porta ses armées vers les côtes de l'Andhra Pradesh et conquit la région jusqu'à Srisaïlam et Tripurantakam au sud. En 1195 enfin, il déclara la guerre aux Seuna de Devagiri, mais mourut au combat contre Djaïtrapala Ier, tandis que son neveu Ganapati était fait prisonnier par les Yadava. Son frère cadet Mahadeva monta alors sur le trône, mais il ne devait régner que trois années (1196–1198), puisqu'il trouva la mort au cours de son expédition punitive contre les Yadava de Devagiri.

## Ganapati Deva

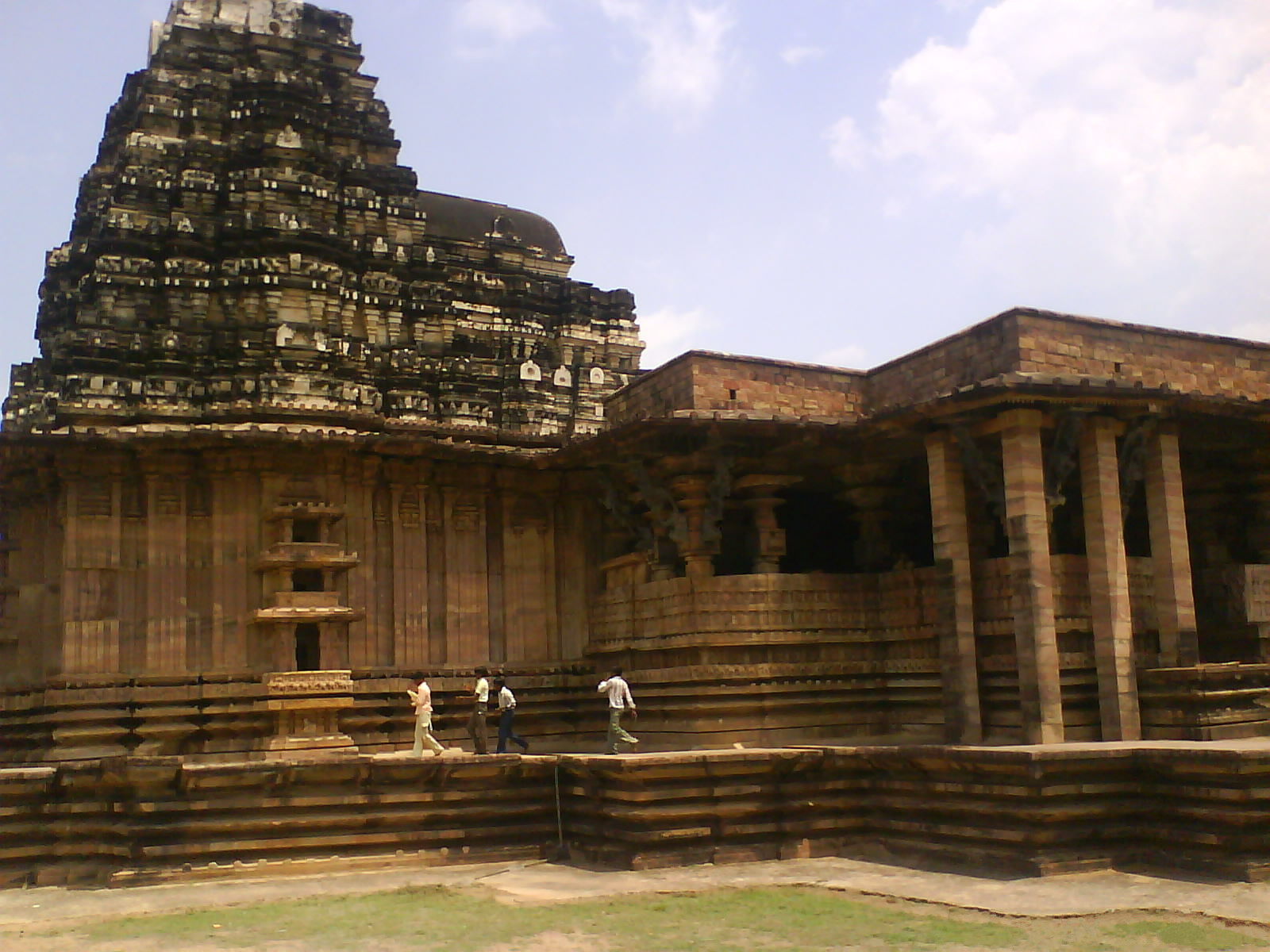
Le Temple de Ramappa à Warangal, l'ancienne capitale des monarques Kâkâtiya.

À la mort de Mahadeva, la sédition était latente, mais le connétable Retcherla Roudra évita l'effondrement du pays. Pour des raisons diplomatiques (et notamment en prévision d'une tentative d'invasion de son royaume par les agressifs Hoysala du Sud), Djaïtrapala décida de libérer Ganapati Deva. Le règne de Ganapatideva dura 20 ans et marqua un véritable âge d'or pour l'Inde méridionale. En 1216, Ganapati mit un terme à l'indépendance des Tchola Télougous, qui acceptèrent sa suzeraineté, et au cours de son long règne, il unifia pratiquement tous les territoires de culture télougoue, depuis Karimnagar et Anakapalli au Nord jusqu'à Ongole au Sud. Il encouragea le commerce, fit édifier la citadelle de Golconda et de magnifiques temples comme le temple de Ramappa, dans le petit village de Palampet, non loin de Warangal.
Pour assurer sa succession, il fit couronner de son vivant (en 1262) sa fille Roudramadevi et se retira du gouvernement ; il vécut encore jusqu'en 1269.

## Rudrama Devi
Le plus important souverain de la dynastie des Kâkâtiya fut une femme, Rudrama Devi (1262–1289), l'une des rares souveraines autocrates de l'histoire indienne. Née de Ganapati Deva sous le nom de Rudra Deva, son père, n'ayant pas de fils, la fit reconnaître comme son fils grâce à l'antique rite du Putrika, changea son nom pour le nom masculin de Rudra Deva et la proclama reine. Rudrama Devi épousa Virabhadra, un prince Tchaloukya de Nidadavolu. Malgré la trahison de certains généraux qui n'acceptaient pas d'être gouvernés par une femme, elle parvint à réprimer les rébellions internes et à repousser les envahisseurs Chola et Yadava, dont elle gagna le respect. Elle reste l'un des rares exemples du pouvoir féminin en Inde méridionale.

## Pratâparoudra
Roudramadevi mourut au cours du mois de novembre 1289, en combattant le chef des rebelles Kayastha, Ambadeva. À la mort de Roudrama Devi, son petit-fils Pratâparoudra, qu'elle avait adopté sur le conseil de son père Ganapati Deva, monta sur le trône au début de l'année 1290.
Pratâparoudra passa tout son règne à défendre son royaume, dont il repoussa les frontières vers l'ouest jusqu'à Raichur, tout en effectuant diverses réformes administratives, adoptées plus tard par l’empire Vijayanâgar.

## La chute de la dynastie
La conquête du Deccan par le Sultanat de Delhi s'ouvre en 1296 avec le saccage de Dévagiri (Maharashtra) par Alâ ud-Dîn Khaljî, gendre du sultan Jalâl ud-Dîn Fîrûz Khaljî. Par la suite, Alâ ud-Dîn Khaljî assassina le 
sultan et prit les rênes du pouvoir. La richesse et le prestige du royaume Kâkâtiya attisaient sa convoitise : il chargea l'un de ses généraux, Malik Fakrouddin, d’effectuer une première incursion dans ce royaume télougou en 1303 ; elle tourna au désastre, l'armée Kâkâtiya opposant une résistance farouche aux envahisseurs du Nord à la bataille d’Oupparapalli (district de Karimnagar). Lors de la seconde incursion, en 1309, le général Malik Kafur parvint à s'emparer des citadelles de Siripur et de Hanumakonda. La citadelle de Warangal ne tomba qu'après un siège très long : pour parvenir à ses fins, Malik Kafour n'hésita pas à recourir aux exécutions et aux mutilations, poussant le roi Pratâparoudra à se soumettre : pour prix de la paix, il exigea un tribut fabuleux. Pratâparoudra réaffirma néanmoins son indépendance à la faveur d'une querelle dynastique à Delhi en 1320. La dynastie Khaljî s'éteignit finalement et Ghiyath al-Din Tughlûq s'empara du trône de Delhi. Le khan turkmène Tughlûq chargea en 1323 son fils Ulugh Khan d’aller châtier le rebelle Kâkâtiya. Repoussé une première fois, Ulugh Khan remobilisa une nouvelle armée, beaucoup plus puissante, un mois plus tard, et cette fois écrasa l'armée de Warangal, déjà affaiblie, et captura le roi Pratâparoudra. Ce dernier, se suicida par noyade dans le fleuve Narmada alors qu'il était emmené en esclavage à Delhi.
La chute de la dynastie des Kâkâtiya ouvrit une période de confusion et d’anarchie que le Sultanat de Delhi ne sut maîtriser. Ainsi trois royaumes rebelles naquirent des cendres de l'empire abattu des Kâkâtiya : le royaume Reddy, celui des Nayaks Padma, et enfin l'Empire Vijayanagar, qui allait devenir immense,. Par la suite, les Nayaks de Moussounouri, chez qui se recrutaient auparavant les généraux des rois Kâkâtiya, unifièrent sous leur bannière les clans télougous, reprirent au Sultanat de Delhi la citadelle de Warangal et conservèrent le pouvoir pour un demi-siècle,.
Les descendants des rois de Bastar se réclament encore aujourd'hui de la lignée des Kâkâtiya, prétendant que le frère du roi Pratâparoudra, Annama Deva, se serait enfui de Warangal pour reconstituer son royaume à Chhattisgarh vers la fin du XIVe siècle. La fille d'un des derniers descendants du Râja Rudra Pratapa Deva, Praphulla Kumari Devi, est montée sur le trône en 1922. En 1927, elle a été mariée au prince Praphul Kumar Bhanj Deo, de la lignée royale de Mayurbhanj. À la mort de Praphulla Kumari Devi à Londres en 1936, son fils aîné, le maharadjah « Kâkâtiya » Pravir Chandra Bhanj Deo a été couronné quoiqu'encore mineur. Ainsi Praphul Kumari Devi serait la dernière souveraine de lignage Kâkâtiyas ; l'héritier actuel est Komal Chandra Bhanj Deo.

## Place des Kâkâtiya dans l'histoire indienne

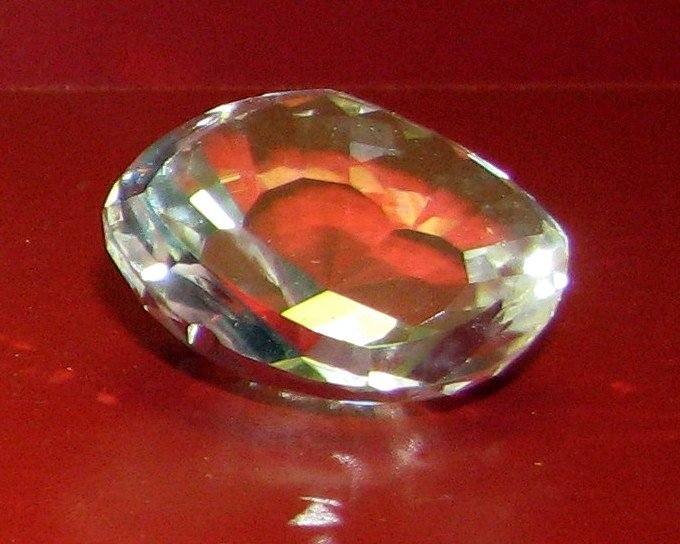
Réplique en cristal de verre du Koh-i Nor à l'état brut. Découvert à Kollur dans les alluvions de la Krishnâ sous le règne des Kâkatiya, ce diamant tomba aux mains des envahisseurs turkmènes de la Dynastie des Tughlûq.

Les rois Kâkâtiya marquent un « âge d'or » dans l’histoire de l'Andhra Pradesh : le pays fut en effet gouverné par des princes de langue télougou qui encouragèrent les arts, et notamment la littérature vernaculaire ainsi que l’architecture. Le Temple aux Mille Colonnes de Hanumakonda [Anumakonda] (aujourd'hui une banlieue de Warangal) est l'un des plus beaux vestiges de cette période, Vishwakarma Sthapathis. C'est sous leur règne que le célèbre diamant Koh-i Nor fut découvert à Kollur dans les alluvions de la Krishnâ. Ce diamant fut ramené à Delhi comme butin à la chute des rois Kâkâtiya. Le Temple de Ramappa, situé à 77 km de Warangal et encore intact, offre un exemple remarquable de l'art et de la sculpture de l'ère des Kâkâtiya.

## Les monarques Kakatiya
- Beta Ier (1000–1030)
- Prola Ier (1030–1075)
- Beta II (1075–1110)
- Prola II (1110–1158)
- Prataparudra Ier/Rudradeva Ier (1158–1195)
- Mahadeva (1195–1198): frère de Roudradeva
- Ganapathi deva (1199–1261)
- Roudrama devi (1262–1296)
- Prataparoudra II/ Roudradeva II (1296–1323): fils de la reine Roudramba